# 1993 في نيوزيلندا
فيما يلي قوائم الأحداث التي وقعت خلال عام 1993 في نيوزيلندا.

## سياسة

### تعيين في المنصب
- 1 ديسمبر – هيلين كلارك زعيم المعارضة.

## أفلام
من الأفلام التي صدرت هذه السنة في نيوزيلندا:
- 1 يناير – البيانو من إخراج جين كامبيون.

## مواليد

### يونيو
- 18 يونيو – اليكس فريم درّاج طريق نيوزيلندي.

### يوليو
- 20 يوليو – ستيفن آدمز لاعب كرة سلة نيوزيلندي.